# John Toner (Geistlicher)
John Toner (* 14. März 1857 in Calton, Glasgow, Schottland, Vereinigtes Königreich; † 31. Mai 1949 in Dundee, Tayside, Schottland, Vereinigtes Königreich) war ein schottischer Geistlicher.
Toner wurde am 25. März 1882 zum Priester für das Erzbistum Glasgow geweiht. Papst Benedikt XV. ernannte ihn am 8. September 1914 zum Bischof von Dunkeld. James Augustine Smith, Erzbischof von Saint Andrews und Edinburgh, spendete ihn am 8. September 1914 in Dundee die Bischofsweihe. Mitkonsekratoren waren Donald Aloysius Mackintosh, Koadjutor-Erzbischof von Glasgow, und James William McCarthy, Bischof von Galloway.